# Многоборье МР-2
Многоборье радистов (радиомногоборье, МР-2, радиолюбительское двоеборье) — дисциплина радиоспорта. Номер-код спортивной дисциплины во Всероссийском реестре видов спорта — 1450031811Я.
Включает два вида программы:
- «КВ-тест» — проведение двусторонних радиосвязей на радиолюбительском диапазоне 3,5 МГц телеграфом (кодом Морзе) с другими участниками спортивных соревнований с использованием портативной маломощной радиостанции (приемопередатчик, антенна),
- спортивное ориентирование (ориентирование на местности с использованием карты и магнитного компаса).